# Endonema
Endonema es un género con tres especies de plantas del orden Myrtales, familia Penaeaceae. 

## Especies seleccionadas
- Endonema lateriflora
- Endonema retzioides
- Endonema thunbergii

- Datos: Q8775828
- Especies: Endonema